# Мюн, Энрике Хосе
Энрике Хосе Мюн (исп. Enrique José Mühn SVD; 20 февраля 1897 год, Аргентина — 21 июля 1966 года, Аргентина) — католический прелат, первый епископ Жужуя с 13 сентября 1934 года по 20 августа 1965 года. Член монашеской конгрегации вербистов.

## Биография
Родился 20 февраля 1897 года в семье швейцарских эмигрантов в департаменте Сан-Херонимо, Аргентина. Среднее образования получил в Апостольском колледже имени Рафаэля Калсады (Colegio Apostólico de Rafael Calzada) в Буэнос-Айресе. Потом вступил в монашескую конгрегацию вербистов. 20 сентября 1930 года был рукоположён в священники.
20 апреля 1934 года Римский папа Пий XI издал буллу «Argentinae nationis», которой учредил новую епархию Жужуя. В этот же день Энрике Хосе Мюн был назначен её первым ординарием. 17 февраля 1935 года состоялось его рукоположение в епископы, которое совершил апостольский нунций в Аргентине Филиппо Кортези в сослужении с архиепископом Буэнос-Айреса Сантьяго Луисом Копельо и архиепископом Кордовы Фермином Эмилио Лафитте.
В 1938 году предложил изгнанному из нацистской Германии католическом богослову Йоганнесу Штраубингеру поселиться в Жужуе, где он до своего последующего отъезда в Ла-Плату занимался редактированием собственного испанского перевода Библии.
Участвовал в I сессии Второго Ватиканского собора.
2 августа 1965 года подал в отставку. Скончался 21 июля 1966 года.